# Гамадріади

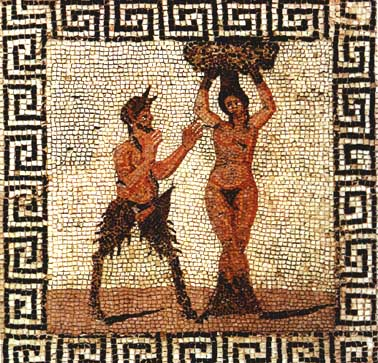
Знайдена у Помпеях мозаїка, що зображує Пана та гамадріаду

Гамадріа́ди (дав.-гр. Ἁμαδρυάδες, лат. Hamadryádes; від δρΰς — дерево, зокрема дуб) — німфи дерев, які, на відміну від дріад, народжуються і вмирають разом з деревом.

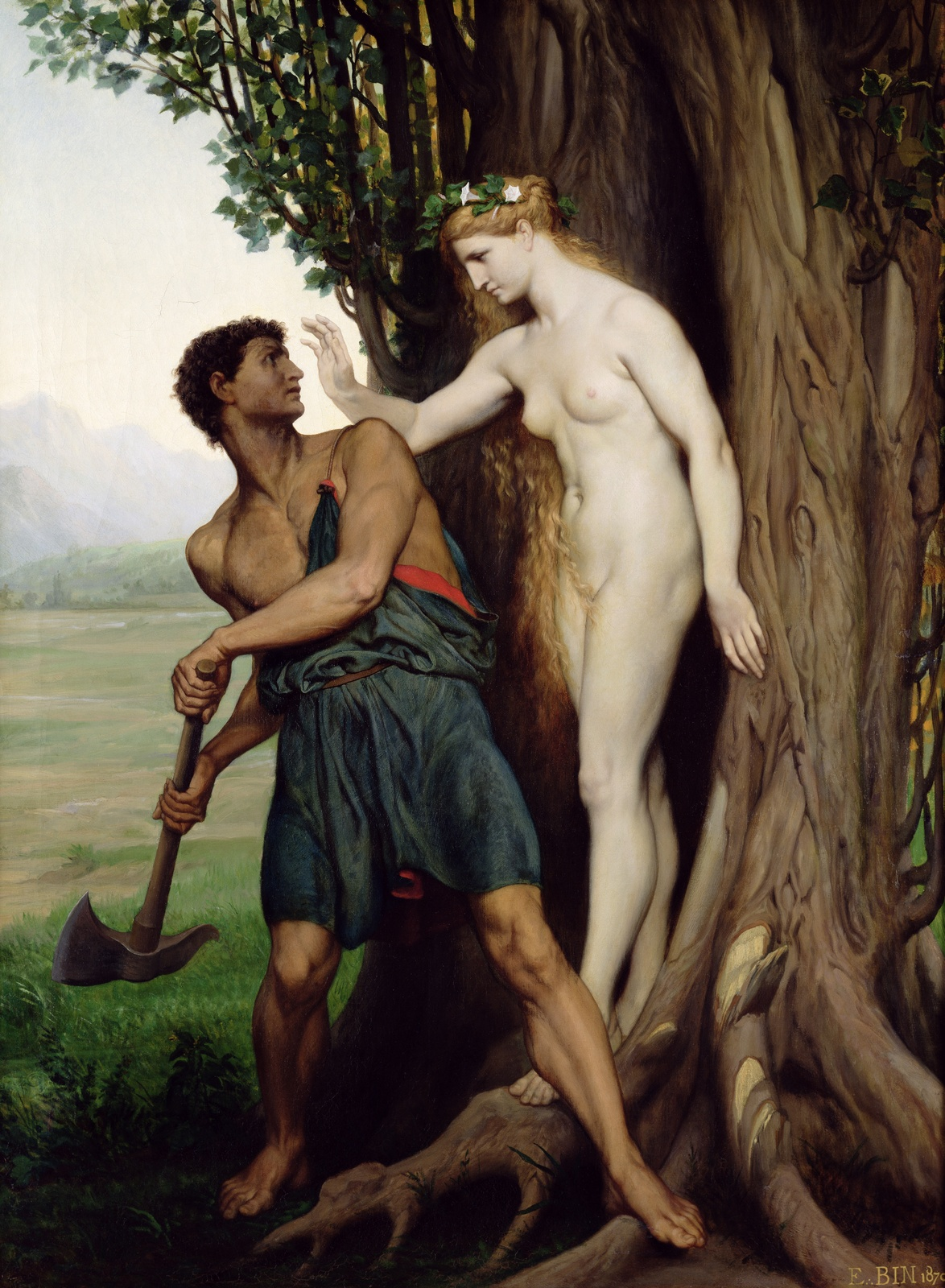
Дроворуб та гамадріада

Якщо хтось намагався зрубати, дерево, з яким пов'язана гамадріада, вона просила його не робити цього. Якщо дерево все ж рубали, винного і його потомство очікувала жорстока кара. Щоб спокутувати провину, слід спорудити гамадріаді вівтар і принести їй жертви.
Іноді гамадріади іменувалися за назвами дерев. Так, наприклад, дріади, що народилися з крапель крові Урана і пов'язані з ясенем (грец. Μελια), називалися меліадами, тобто ясеневими. Меліади були уособленням ясена, дерева, що мало величезне значення в культовому житті греків. Меліади вважалися прародительками людей. 
Каллімах називає їх виховательками юного Зевса.
Гамадріади жили дуже довго, проте безсмертними не були. Так, наприклад, дружина Орфея гамадріада Еврідіка, тікаючи від Арістея, ненавмисно наступила на змію і загинула від її укусу. У стародавніх греків, та й у інших народів, вважалося, що люди, які садять дерева і доглядають за ними, користуються особливим покровительством дріад і гамадріад.